# (26816) 1986 TS
(26816) 1986 TS est un astéroïde de la ceinture principale d'astéroïdes découvert en 1986.

## Description
(26816) 1986 TS a été découvert le 4 octobre 1986 à l'observatoire Brorfelde, près de Holbæk au Danemark, par Poul Jensen.

### Caractéristiques orbitales
L'orbite de cet astéroïde est caractérisée par un demi-grand axe de 2,93 UA, un périhélie de 2,14 UA, une excentricité de 0,27 et une inclinaison de 13,17° par rapport à l'écliptique. Du fait de ces caractéristiques, à savoir un demi-grand axe compris entre 2 et 3,2 UA et un périhélie supérieur à 1,666 UA, il est classé, selon la JPL Small-Body Database, comme objet de la ceinture principale d'astéroïdes.

### Caractéristiques physiques
(26816) 1986 TS a une magnitude absolue (H) de 13,1 et un albédo estimé à 0,260.